# Ansoumane Mané
Pour les articles homonymes, voir Mané.
Ansoumane Mané (né en 1940 et mort le 30 novembre 2000) est un soldat de la Guinée-Bissau et homme d'État qui dirige un soulèvement en 1998 contre le gouvernement du président João Bernardo Vieira, ce qui provoque une brève mais sanglante guerre civile.

## Biographie

### Carrière militaire
Mané combat durant la guerre d'indépendance contre le Portugal aux côtés de Vieira, et il soutient Vieira lorsque celui-ci prend le pouvoir lors du coup d'État de 1980.
Au début de 1998, il est suspendu de son poste de chef d'état-major des forces armées à la suite d'allégations de contrebande d'armes en direction de la Casamance au profit des rebelles séparatistes du Mouvement des Forces Démocratiques de la Casamance (MFDC). Dans une lettre publiée au début du mois d'avril 1998, il porte à son tour la même accusation contre le ministre de la Défense, Samba Lamine Mané, et d'autres officiers. Il a également déclaré que Vieira avait permis la contrebande d'armes et a affirmé qu'il était suspendu de son poste de chef d'état-major pour son rôle supposé dans un « obscur complot de coup d'État ». Mané a ensuite été limogé par Vieira et remplacé par le général Humberto Gomes, le 6 juin 1998. Dès le lendemain, il dirigeait une rébellion militaire contre Vieira laquelle se transforma en guerre civile. Un accord de paix signé en novembre 1998 prévoyait un gouvernement d'union nationale de transition ainsi que de nouvelles élections.
Après que Vieira ait été chassé du pouvoir le 7 mai 1999, à la suite d’une recrudescence des combats, Mané devient le chef provisoire de l'État, président du commandement suprême de la junte militaire jusqu'au 14 mai, date à laquelle Malam Bacai Sanhá, le président de l'Assemblée nationale populaire de Guinée-Bissau est installé comme président par intérim.

### Ambitions politiques
La junte militaire dirigée par Mané reste en place pendant la période transitoire en vue de nouvelles élections tandis que Mané s’autoproclame gardien de la démocratie. Une élection législative est organisée le 28 novembre 1999 en même temps que le premier tour de l'élection présidentielle. Deux semaines auparavant, la junte de Mané avait proposé un arrangement destiné à lui conférer les pleins pouvoirs sur le gouvernement pour une période de dix ans. Cela devait lui permettrait de dissoudre le gouvernement en cas de crise politique grave. Cependant, les partis politiques se sont opposés à cela et la proposition a été abandonnée.
Kumba Yalá du Parti pour la rénovation sociale (PRS) sort finalement victorieux du second tour de l'élection présidentielle (organisé en janvier 2000) malgré le soutien apporté par la junte à la candidature du président par interim Malam Bacai Sanha du Parti africain pour l'indépendance de la Guinée et du Cap-Vert (PAIGC).

### Mort
Ansoumane Mané est tué lors d'une fusillade avec les forces gouvernementales dans la région de Biombo une semaine plus tard, le 30 novembre 2000, avec deux autres personnes. Les trois corps diffusés par la télévision d'État sont jugés méconnaissables par les médias internationaux. Le PAIGC a déclaré que Mané a eu raison de s'opposer aux promotions effectuées dans l’armée, ce qui lui aurait coûté la vie.